# Властелины огненной магии
«Властелины огненной магии» (англ. The Firebending Masters) — тринадцатый эпизод третьего сезона американского мультсериала «Аватар: Легенда об Аанге».

## Сюжет
Зуко обучает Аанга огненной магии, но у мальчика не получается выпустить пламя, и тогда учитель хочет показать своему ученику пример, но и его огонь стал слишком маленьким. К ночи он сообщает об этом остальным членам команды, и Катара язвит, что было бы лучше, если бы он потерял свои способности год назад. Друзья полагают, что это связано с тем, что Зуко изменился и больше не рассчитывает на гнев. Сокка пытается разозлить Зуко, и второй раздражённо попросил первого отстать. Тоф, рассказывая, что обучилась магии земли у барсуков, предлагает ему отправиться к истокам огненной магии, и Зуко рассказывает Аангу про цивилизацию Воинов солнца, обучавшихся у драконов. Последние давно вымерли, и Зуко полагает, что народ тоже исчез, но хочет побывать на руинах их земель. На следующий день он летит с Аватаром на Аппе до цивилизации Воинов солнца. Приближаясь к храму, они обнаруживают действующую ловушку. У стены они видят рисунки драконов, и Зуко рассказывает, что его прадед Созин устроил традицию охоты на драконов, а дядя Айро сразил последнего из них. Аанг думал, что Айро — хороший человек, и Зуко отвечает, что у него было запутанное прошлое, подчёркивая «семейную традицию» в этом.
Они пришли к храму и хитрым способом открыли запертую дверь. Внутри герои видят статуи в различных позах, и Аангу приходит идея повторить их движения, наступая на напольные плиты. Когда они дотанцовывают, появляется какой-то камень. Зуко берёт его, и ловушка приклеивает его к верхней решётке. Аанг попытался выручить приятеля, но также попал в ловушку, и они застряли. До ночи они просидели там, а потом их нашёл вождь племени Воинов солнца, которых Зуко считал вымершими. Поначалу вождь племени хотел наказать визитёров, но герои представились племени и объяснили своё присутствие тем, что они желают обучаться истинной магии огня. Вождь ответил, что им нужно встретиться с учителями Рэном и Шо, которые будут судить их. На следующий день он даёт им пламя из вечного огня, которые Аватар и Зуко должны отнести к скале учителей в качестве знака преданности ритуалу. Аанг ведёт себя робко, и его пламя слишком маленькое. Зуко говорит ему быть уверенней и поддать жару, однако Аватар боится потерять контроль, но принц подбадривает его. К вечеру они приходят к скале, и вождь предупреждает их, что суд может быть опасным, ведь Зуко — потомок людей огня, истребивших драконов, а Аанг — Аватар, исчезнувший на 100 лет и позволивший произойти геноциду.
Племя начинает ритуал, вызывая учителей, а Аанг и Зуко поднимаются к скале. Слыша грохот, Аанг пугается и теряет своё пламя. Он хочет одолжить чуток у Зуко, но тот не даёт ему. Аанг пытается забрать часть, и Зуко тоже теряет своё пламя. Внезапно из скал вылетают драконы и окружают Аватара и Зуко. Они удивлены, что это и есть учителя, и стоят как вкопанные. Хам Чао, член племени Воинов солнца, злорадствует, но вождь попросил его вести себя тихо. Аанг предлагает Зуко станцевать те движения как в храме, и они исполняют их параллельно с драконами. После этого драконы приземляются и выпускают на них безвредное разноцветное пламя, символизирующее гармонию огненной магии. Аанг и Зуко спускаются со скалы, и вождь говорит, что учителя показали им суть огненной магии. Зуко удивляется, что остались живые драконы, ведь он думал, что его дядя убил последнего из них, и Аанг полагает, что дядя Айро соврал насчёт победы над драконом. Вождь объясняет, что Айро был последним человеком до Аанга и Зуко, кто приходил обучаться, и драконы также как и их сочли его достойным, раскрыв секреты огненной магии. Он соврал во благо, чтобы никто не нашёл последних драконов и не уничтожил их. Зуко осознаёт, что раньше его целью было поймать Аватара, а теперь — помочь ему одолеть отца, Лорда Огня Озая, и восстановить баланс в мире, после чего у него получается выпустить мощное пламя. Аанг также пробует выстрелить, и у него тоже получается. Вождь говорит, что теперь они слишком много знают, и хочет бросить их в тюрьму, но потом объяснил, что это шутка, однако просит никому не рассказывать о драконах. Вернувшись в лагерь, Аанг и Зуко повествуют друзьям, что произошло, хвастаясь новыми приёмами и танцем, который является тайной древней формой огненной магии под названием «Танцующий дракон».

## Отзывы

Динамика оценок IGN к эпизодам 3 сезона мультсериала

Тори Айрленд Мелл из IGN поставил эпизоду оценку 8,3 из 10 и написал, что «любит Сокку и считает его юмор фантастическим, но это первый раз за долгое время, когда он немного раздражает», и добавляет к нему Катару. Критик продолжил, что «на месте Зуко он расплавил бы их лица», ведь «одно дело просто стебаться, а другое — постоянно унижать его за попытку начать всё с чистого листа». Рецензент отметил, что «это было совсем не в духе Катары».
Хайден Чайлдс из The A.V. Club написал, что «хотя титул Дракона Запада был дан Айро, потому что он утверждал, что убил драконов, эпизод проясняет, что Айро заслуживает титула, потому что он достаточно мудр и не выдал драконов, обучаясь у них». Критик отметил, что «сценарий к „Властелинам огненной магии“ написал Джон О’Брайн, парень, который часто упоминается в статьях [The A.V. Club] как автор самых благоприятных эпизодов для детей». В конце рецензент посчитал, что «хотя идея разделять команду Аватара на отдельные приключения с Зуко может показаться больше похожей на цикл разовых событий, чем на арку, всё же есть ощущение, что команда Аватара должна решить некоторые вопросы, прежде чем быть действительно готовой к завершению войны нации Огня».
Screen Rant поставил серию на 7 место в топе лучших эпизодов 3 сезона мультсериала по версии IMDb, а сайт CBR дал ей 6 позицию в таком же списке.